# Ambiente de trabalho tóxico
Um “local de trabalho tóxico” é uma metáfora coloquial usada para descrever um local de trabalho, geralmente um ambiente de escritório, que é marcado por conflitos pessoais significativos entre aqueles que lá trabalham. Um ambiente de trabalho tóxico tem um impacto negativo na produtividade e viabilidade de uma organização. Este tipo de ambiente pode ser prejudicial tanto à eficácia do local de trabalho quanto ao bem-estar dos funcionários.

## História
A palavra tóxico foi usada pela primeira vez como uma metáfora para relacionamentos interpessoais venenosos (em oposição a uma descrição factual de um local de trabalho que envolve literalmente produtos químicos tóxicos) em 1989, num livro sobre liderança para enfermeiras. Este livro contrastou um ambiente de trabalho tóxico, com uma abordagem altamente conflituosa e pouco colaborativa, com um local de trabalho "nutritivo", com valores partilhados e escuta ativa.

## Características
Locais de trabalho tóxicos são criados pelas ações de empregadores ou funcionários tóxicos; ou seja, indivíduos motivados por ganho pessoal, seja por poder, dinheiro, fama ou status especial, utilizam meios ou comportamentos antiéticos para manipular psicologicamente, menosprezar ou frustrar aqueles ao seu redor, ou desviar a atenção do seu desempenho pessoal inadequado ou das suas más ações. Os trabalhadores tóxicos não sentem um sentido de dever para com o seu local de trabalho ou para com os seus colegas de trabalho, especialmente no que diz respeito à conduta ética ou profissional para com os outros. Os trabalhadores tóxicos também definem as relações com os colegas de trabalho, não pela estrutura organizacional apropriada, mas por aqueles de quem gostam/não gostam ou em quem confiam/desconfiam.
Em 2017 e 2021, dezanove por cento dos americanos sofreram conduta abusiva no trabalho, de acordo com o Workplace Bullying Institute.
Em 2017, o Workplace Bullying Institute descobriu que 61% dos agressores eram chefes, um número que subiu para 65% em 2021. Um estudo de 2022 da McKinsey & Company concluiu que as mulheres têm 41% mais probabilidades de serem submetidas a uma cultura de trabalho tóxica e que o seu risco de esgotamento é elevado.

## Resultados corporativos e organizacionais
Este fenómeno prejudica tanto a empresa quanto os funcionários, incluindo aqueles que não são alvos diretos. Os colegas de trabalho distraem-se com drama, mexericos e com a escolha de lados na animosidade contínua. Isto pode traduzir-se em perda de produtividade. Enquanto os funcionários estiverem distraídos com esta atividade, eles não poderão dedicar tempo e atenção à realização dos objetivos do negócio. Funcionários motivados positivamente e éticos podem tentar falar com um funcionário tóxico, mas isto pode torná-los um alvo (veja Denunciante). Gerentes de funcionários tóxicos podem sentir-se intimidados por um funcionário tóxico e tentar apaziguá-lo para evitar confrontos. Com o tempo, funcionários motivados positivamente afastam-se do local de trabalho e podem começar a ver a gerência como inepta e ineficaz. Isto pode resultar em baixo desempenho no trabalho, pois eles começam a sentir-se menos valorizados e, portanto, menos leais à empresa.[carece de fontes?]

### Impacto social e na saúde
Os colegas de trabalho podem começar a apresentar sintomas físicos devido ao stresse e preocupar-se se eles ou alguém próximo a eles no local de trabalho podem ser alvos. Isto pode até evoluir para uma depressão clínica que requer tratamento.
O Instituto Nacional de Segurança e Saúde Ocupacional descobriu que ambientes de trabalho tóxicos são uma das principais causas de violência no local de trabalho, como "atos violentos, incluindo agressões físicas e ameaças de agressão, direcionados a pessoas no trabalho ou em serviço". Estudos sobre esta questão incluem a violência verbal (ameaças, abuso verbal, hostilidade, assédio, etc.) que pode causar trauma psicológico significativo e stresse, mesmo que não haja lesão física. Agressões verbais e hostilidade também podem evoluir para violência física.[carece de fontes?]
Os locais de trabalho tóxicos têm um impacto negativo na saúde dos funcionários, minando as relações sociais e podem reduzir a esperança de vida.

## Prevenção e resolução
As intervenções para lidar com este comportamento negativo no local de trabalho devem ser realizadas com cuidado. Corrigir o problema deve ser muito importante e provavelmente será muito benéfico, em vez de causar mais problemas.[carece de fontes?]
Quando trabalhadores tóxicos abandonam o local de trabalho, isto pode melhorar a cultura geral porque os funcionários restantes tornam-se mais engajados e produtivos. O processo de remoção do funcionário tóxico permite que os outros funcionários fiquem mais dispostos a abrir-se e a comunicar uns com os outros, à medida que aprendem a ajudar e apoiar uns aos outros novamente. Isto é significativo para a cultura geral da empresa. Os profissionais de RH consideram que as empresas que articulam um forte conjunto de valores culturais relativos à comunicação, ao respeito e ao profissionalismo, bem como um sistema de avaliação de desempenho que classifica tanto o desempenho técnico como o tratamento profissional dos colegas, são mais resilientes e estáveis.
Nos Estados Unidos, a questão do assédio moral no local de trabalho tem atraído cada vez mais atenção dos governos estaduais; em 2023, trinta e dois estados introduziram versões do Projeto de Lei do Local de Trabalho Saudável, que define conduta "tóxica" e descreve o apoio aos empregadores para abordar o comportamento por meio da disciplina.